# ARM Cortex-A8
L'ARM Cortex-A8 è un processore basato sull'insieme di istruzioni ARMv7 e dotato di gestione coerente della cache.
Comparato all'ARM11, il Cortex-A8 ha un design superscalare, che gli consente di ottenere il doppio delle istruzioni per ciclo di clock.
Il Cortex-A8 è stato il primo processore con architettura ARM Cortex ad essere adottato su larga scala per il mercato consumer.

## Caratteristiche
Caratteristiche chiave del core Cortex A8:
- Frequenza da 600 MHz a 1 GHz e oltre.
- Core superscalare con esecuzione in ordine[3] che fornisce 2.00 DMIPS/MHz/core.
- Istruzioni NEON SIMD.[4]
- Unità di calcolo in virgola mobile VFPv3.
- Set di istruzione Thumb-2.
- Jazelle RCT (Anche conosciuto come set ThumbEE) per la compilazione JIT.
- Advanced branch prediction con oltre il 95% di precisione.
- Cache integrata di livello 2 (0–1 MiB).[1]
- Compatibilità binaria con i processori ARM926, ARM1136, e ARM1176.

## Implementazioni
Diversi system-on-a-chip (SoC) implementano il Cortex-A8, inclusi:
- Allwinner A1X
- Apple A4
- Freescale Semiconductor  i.MX51[5]
- Rockchip RK2918, RK2906[6]
- Samsung Exynos 3110
- TI OMAP3
- TI Sitara ARM Processors
- Conexant CX92755[7]